# Medula (botânica)

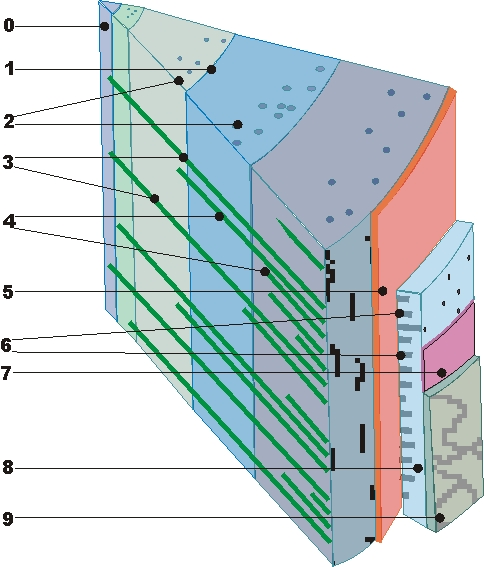
Representação esquemática dos tecidos caulinares (a medula está marcada com 0).

Medula é designação dada em botânica ao tecido celular brando que forma o interior de alguns caules e talos.

## Descrição
Nos caules das dicotiledóneas, gimnospérmicas e em alguns pteridófitos, a medula é constituída por um parênquima que ocupa a parte interna do caule, limitado do lado exterior por feixes vasculares. Com frequência é um tecido pouco consistente, podendo por vezes ser reabsorvido e formar uma cavidade central oca.
Nas talófitas, é simplesmente um tecido menos denso que a parte exterior do talo.